# Enrique Mariño Pinto
Enrique Mariño Pinto (Belén, Boyacá, 1884-Bogotá, Colombia, ?) abogado, político y periodista colombiano.

## Biografía
Nació el 27 de marzo de 1884. Sus padres fueron Primo Félix Mariño y Adelina Pinto Valderrama. Se recibió de Doctor en Jerisprudencia a los 22 años, en 1906 en la Facultad Nacional de Derecho (Actual Universidad Nacional de Colombia). Seguidamente desempeñó por sus altas calificaciones el cargo de Juez del Distrito Capital; luego del cual, fue llamado al Tribunal Superior de Cundinamarca en 1910, desempeñando el cargo de Magistrado del mismo tribunal.
Publicó diversas obras de orden jurídico, colaborando con ello a la reglamentación del manejo de las aguas particulares, el manejo de los ferrocarriles nacionales. Como periodista, si bien su carrera fue mediana pueden anotarse la fundación del periódico La Legitimidad, en el año de 1909, con los doctores Marcelino Uribe y Luis Carlos Corral. Dicho periódico llevaba como finalidad restablecer al general Ramón González Valencia en su título de vicepresidente de la República, para que ocupara el solio presidencial en una época convulsa. Posteriormente fundó con Laureano Gómez, Liborio Escallón y Carlos Núñez Borda, el periódico La Unidad. En 1919 ocupó la secretaría de Instrucción pública en Boyacá. En 1924 fue nombrado magistrado del Tribunal de lo contencioso administrativo de Bogotá y en 1925, abogado del departamento de Cundinamarca.

## Obra
- Aguas particulares y uso de dominio público.
- Manual de Derecho Colombiano. 1918.
- Instrucción Cívica Objetiva.
- Código de Ferrocarriles de Colombia. 1927